# Carl Wilhelm von Heinz
Carl Wilhelm Heinz, ab 1885 von Heinz, (* 6. April 1816 in Ulm; † 7. August 1887 in Ellwangen (Jagst)) war ein württembergischer Oberamtmann.

Carl Wilhelm von Heinz

## Leben
Carl Wilhelm Heinz besuchte das Gymnasium in Ulm. Danach arbeitete er von 1833 bis 1837 vier Jahre beim Oberamt Ulm, bevor er
von 1837 bis 1838 Regiminalwissenschaften in Tübingen studierte. 1838 legte er seine zweite höhere Dienstprüfung ab.
Von 1838 bis 1843 war er wieder beim Oberamt Ulm tätig, allerdings jetzt als Aktuar. 1843 wechselte er zum Departement des Innern in Stuttgart, wo er bis 1847 als Ministerialsekretär arbeitete. 1847 wurde er provisorischer und 1849 planmäßiger Oberamtmann beim Oberamt Welzheim. Weitere Stationen als Oberamtmann waren 1856 bis 1868 Nürtingen und 1868 bis 1871 Ellwangen. Von 1871 bis 1887 schließlich war Heinz Regierungsrat der Regierung des Jagstkreises in Ellwangen. 1887 trat er in den Ruhestand.

## Ehrungen
Carl Wilhelm von Heinz wurde 1874 mit dem Ritterkreuz 2. Klasse und 1885 mit dem Ritterkreuz 1. Klasse des Ordens der Württembergischen Krone ausgezeichnet, welches mit dem persönlichen Adelstitel (Nobilitierung) verbunden war.
Die Stadt Welzheim verlieh von Heinz 1886 das Ehrenbürgerrecht.